# E31号線
E31号線 (E31ごうせん、英: European route E31)は 欧州自動車道路のAクラス幹線道路。
オランダのロッテルダムを基点にドイツのホッケンハイムまでを結ぶ。

## 経路
- オランダ
  - E19号線,E25号線 - ロッテルダム
  - E311号線 - ホルクム
  - ナイメーヘン
- ドイツ
  - ゴッホ
  - クレーフェルト
  - E35号線,E40号線,E29号線,E37号線 - ケルン
  - E44号線 - コブレンツ
  - E42号線 - ビンゲン
  - ルートヴィヒスハーフェン
  - E50号線 - ホッケンハイム